# 우리는 썰매를 탄다
"우리는 썰매를 탄다"(Parallel)는 한국에서 제작된 김경만 감독의 2014년 다큐멘터리 영화이다. 정승환 등이 주연으로 출연하였고 이태원 등이 제작에 참여하였다.

## 출연

### 주연
- 정승환
- 한민수
- 유만균
- 이종경
- 박상현

## 기타
- 제작책임: 이효승
- 공동제작: 김상아
- 조감독: 신자영
- 조감독: 임성재
- 노래: 부활